# Cal Parrella
Cal Parrella és una masia del terme municipal de l'Estany, a la comarca catalana del Moianès.
Està situada menys de 500 metres al sud-oest del nucli de població de l'Estany, a ponent del Serrat del Gaig, al nord-oest del Collet de Cal Parrella i a l'esquerra del torrent de Giraculs.